# Верёвка и кольт
«Верёвка и кольт» (фр. Une corde… un colt…, итал. Cimitero senza croci) — франко-итальянский вестерн. В прокате фильм также известен под названием «Кладбище без крестов».
«Верёвка и кольт» снимался под сильным влиянием работ Серджо Леоне, им был срежиссирован небольшой фрагмент фильма — комедийная сцена обеда.
В фильме присутствуют все атрибуты спагетти-вестерна: трагическое начало, ещё более трагический финал, длинные паузы перед перестрелками, бесконечные молчаливые сцены и почти полное отсутствие диалогов, мрачный и пустынный город-призрак, но фильм «Верёвка и кольт», канва которого во многом повторяет сюжет «За пригоршню долларов», мрачнее и циничнее большинства творений Леоне. Грань между хорошими и плохими парнями уже не просто размыта, а стёрта. «Положительные» герои: одержимая вдова в компании с безразличным ко всему убийцей вызывает куда меньше жалости, чем ни в чём не повинная дочь главаря банды, а мрачный аллегорический финал ставит точку всем суетным человеческим желаниям: жажде мести и жажде власти.

## Сюжет
Группа ковбоев выступает против семьи Роджерсов, на ранчо которых они работают. Роджерсы преследуют одного из бунтарей, Бена Кейна (Бенито Стефанелли) до его дома, где вешают на глазах его жены Марии (Мишель Мерсье). Вдова обращается к бывшим сообщникам мужа, но они даже не хотят помочь ей вырыть могилу.
Одержимая местью, Мария едет в мёртвый город, чтобы просить помощи у своего любовника Мигеля (Робер Оссейн), который когда-то был другом её мужа.
Мигель устраивается на ранчо и похищает единственную дочь папаши Роджерса (Даниэль Варгас), Джоанну (Анна-Мария Бален). Мария достигла своей цели: держа в заложницах Джоанну, она может требовать у Рождерса что угодно, но всё оборачивается совсем не так, как ей хотелось бы…

## В ролях
- Робер Оссейн — Мигель
- Мишель Мерсье — Мария Кейн
- Бенито Стефанелли — Бен Кейн
- Анна-Мария Бален — Джоанна Роджерс
- Даниэль Варгас — Уильям Рождерс

Дарио Ардженто значится автором сценария в итальянской версии фильма, но, по уверению режиссёра, не принимал никакого участия в фильме. По одной из версий, гостиничного клерка должен был играть сам Серджо Леоне, но в последний момент отказался, и роль досталась Крису Уэрте. Но легенда о том, что Леоне появляется в фильме, жива. Съёмки фильма дважды прерывались из-за перерасхода бюджета. Все актёры согласились участвовать в съёмках финальной сцены перестрелки бесплатно.
- Натурные съёмки «Верёвки и кольта» проходили в Испании, в Альмерии, одновременно со съёмками вестерна «Шалако» с Брижит Бардо и Шоном Коннери. На съёмочной площадке фильма Серджо Леоне пригласил Робера Оссейна на роль Мортона в фильм «Однажды на Диком Западе»[2].